# عبدالغنی عصار
عبدالغنی عصار (انگلیسی: Abdul Ghani Assar؛ زادهٔ ۱۹۲۳) بازیکن فوتبال اهل افغانستان بود.
وی به همراه تیم ملی فوتبال افغانستان در بازی‌های المپیک تابستانی ۱۹۴۸ شرکت کرده است.